# Lázló Michnay
László Michnay (Békéscsaba, 28 de julho de 1893 – Singapura, 30 de outubro de 1965) foi um pastor adventista húngaro reconhecido por sua coragem e compaixão durante a Segunda Guerra Mundial. Ele ajudou mais de 50 judeus a escapar do Holocausto, sendo posteriormente homenageado como um “Justo entre as Nações” em Yad Vashem, Jerusalém.

## Biografia
László Michnay nasceu na Hungria e tornou-se pastor adventista. Durante a Segunda Guerra Mundial, especialmente após a ocupação nazista em 1944, ele destacou-se por sua ousadia ao ajudar judeus a escapar da perseguição e deportação para campos de extermínio.

### Atividades durante o Holocausto
Em 1943, Michnay fez um discurso na maior igreja adventista de Budapeste, denunciando o antissemitismo crescente. Ele declarou: “Vocês só podem ser seguidores fiéis e honestos de Cristo se protegerem os judeus, nossos parentes mais próximos.” Apesar de receber intimações policiais, continuou suas ações de resistência.
Quando o regime pró-nazista Cruz de Flecha intensificou a perseguição, Michnay organizou uma rede clandestina de resgate. Utilizou o edifício da Igreja Adventista na Rua Székely Bertalan como abrigo, escondendo judeus em porões, sótãos e atrás de plataformas. Ele não fazia distinção entre judeus adventistas e outros judeus, buscando salvar todos que precisassem de ajuda.

### Contribuições notáveis
László Michnay e sua esposa, Jolán, arriscaram suas vidas abrigando famílias judias e organizando fugas seguras. Sua filha, Magda, também participou ativamente, inclusive ajudando a contrabandear uma jovem judia para fora do gueto.
Michnay contou com a ajuda de outros adventistas, como Istvan Oláh e Imre Török, que abrigaram judeus em suas casas em áreas remotas.
Além do abrigo na igreja, ele realocou refugiados para locais mais seguros fora de Budapeste, evitando que fossem descobertos pelas autoridades.

## Reconhecimento e legado
Por seu trabalho heroico, László Michnay foi homenageado como um “Justo entre as Nações”. Sua história é lembrada como um exemplo de coragem e humanidade durante um dos períodos mais sombrios da história.
Em 2018, um centro de juventude adventista foi inaugurado no local onde Michnay escondeu muitos judeus, preservando sua memória e destacando a importância de resistir à opressão e ao preconceito.